# Леонидас Палеологос (архитект)
 Тази статия е за гръцкия архитект.  За гръцкия политик вижте Леонидас Палеологос.  
Леонидас Палеологос (на гръцки: Λεωνίδας Παλαιολόγος) е гръцки архитект, автор на много сгради в град Солун от първата половина на XX век. Работи на свободна практика и участва в изграждането на видни сгради след пожара в Солун в 1917 година, който значително променя облика на града.

## Биография
Завършва Цариградското училище за изящни изкуства (днес Университет за изящни изкуства „Мимар Синан“) в 1913 година. Работи на свободна практика в Солун, където отваря архитектурна кантора. В Солун проектира множество емблематични сгради, някои в сътрудничество с Александрос Дзонис. Сред забележителните сгради, проектирани от Палеологос са хотел „Палас“, имението на улица „Павлос Мелас“ № 17 и други. Неговият офис впоследствие се мести на улица „Менелау“ № 16, Солун.